# Entwicklungspolitisches Schulaustauschprogramm
Das Entwicklungspolitische Schulaustauschprogramm, kurz ENSA, ist ein Förderprogramm des Bundesministeriums für wirtschaftliche Zusammenarbeit und Entwicklung (BMZ). Seit 2005 wurden mehr als 500 Schulaustauschprojekte zwischen weiterführenden und berufsbildenden Schulen in Deutschland und Ländern in Afrika, Asien, Lateinamerika und Südosteuropa gefördert – mit einem finanziellen Zuschuss für Flugkosten und Aufenthalt sowie inhaltlich pädagogisch begleitet durch Vor- und Nachbereitungsseminare.

## Geschichte des ENSA-Programms
ENSA geht zurück auf einen 2002 gefassten Beschluss des Deutschen Bundestages zur Einrichtung eines Entwicklungspolitischen Jugendprogramms Solidarisches Lernen. Die Entwicklungspolitische Lernwerkstatt ASA der damaligen InWEnt (Internationale Weiterbildung und Entwicklung) gGmbH erstellte im Auftrag des BMZ 2005 ein Konzept.
2005 fand ein erstes Pilotprojekt statt: Gemeinsam mit der Nichtregierungsorganisation (NRO) streetfootballworld organisierte die Entwicklungspolitische Lernwerkstatt ASA das Projekt Die andere Spielhälfte, bei dem Schüler fünf deutscher Schulen die Arbeit der NRO in Kenia, Brasilien, Peru, Senegal und Südafrika kennenlernen konnten.
Vom 1. Januar 2011 an befand sich das ENSA-Programm in Trägerschaft der Deutschen Gesellschaft für Internationale Zusammenarbeit (GIZ), die aus dem Zusammenschluss der ehemaligen InWEnt, des Deutschen Entwicklungsdienstes (DED) und der Deutschen Gesellschaft für Technische Zusammenarbeit (GTZ) entstanden ist. Heute befindet sich das ENSA-Programm unter dem Dach der Engagement Global.
Eine Bewerbung für eine Förderung ist jeweils in dem Austausch vorangehenden Jahr vom 1. Juli bis 30. September möglich.

## Ziele und Themen
Das Entwicklungspolitische Schulaustauschprogramm (ENSA) finanziert und begleitet Lernreisen zum Aufbau oder zur Festigung von Partnerschaften zwischen Schulen aus Deutschland und Schulen aus Ländern Afrikas, Asiens, Lateinamerikas und Südosteuropas. Die Teilnehmenden der von ENSA geförderten Schulpartnerschaften beschäftigen sich auf Grundlage der Sustainable Development Goals (SDG) mit globalen Themen wie sozialer Gerechtigkeit, Menschenrechten, Diversität und Nachhaltigkeit. Ziel des ENSA-Programms ist es, den Schülern und Schülerinnen globale Zusammenhänge näher zu bringen und sie zu gesellschaftlichem Engagement zu motivieren. Der interkulturelle Schulaustausch soll Toleranz und Weltoffenheit fördern. Die während des Austauschs gesammelten Erfahrungen sowie die umgesetzten Projekte zu den 17 SDGs sollen langfristig im Schulalltag der geförderten Schulen verankert werden. Lehrkräfte sowie Schüler und Schülerinnen aus Deutschland organisieren gemeinsam ihren Partnerschulen aus Ländern des Globale Südens den Schulaustausch und entwickeln ein Programm für die Begegnungen. Im Rahmen der Förderung des ENSA-Programms findet eine inhaltliche Vor- und Nachbereitung sowie eine individuelle Auswertung der Begegnungen statt.
Das ENSA-Programm steht im Kontext der UN-Dekade “Bildung für nachhaltige Entwicklung”, die Menschen dazu motiviert, an der zukünftigen Gestaltung der Weltgesellschaft aktiv und verantwortungsvoll mitzuwirken und im eigenen Lebensumfeld einen Beitrag dazu zu leisten.

## Partner und Antragsteller
ENSA ist Teil der Engagement Global gGmbH und arbeitet im Auftrag des Bundesministeriums für wirtschaftliche Zusammenarbeit und Entwicklung (BMZ). Anträge können von gemeinnützigen Nichtregierungsorganisationen oder Schulfördervereine mit Sitz in Deutschland sowie öffentlichen oder privaten allgemeinbildenden und berufsbildenden Schulen mit Sitz in Deutschland gestellt werden. Eine Teilnahme am ENSA-Programm ist für Schüler und Schülerinnen ab 14 Jahren möglich.